# Františka Xaverie Cabriniová
Františka Xaverie Cabriniová (anglicky Frances Xavier Cabrini; italsky Francesca Saverio Cabrini; 15. července 1850 - 22. prosince 1917), také nazývaná Matka Cabriniová, byla americká římskokatolická řeholnice italského původu.

## Význam a úcta
Založila katolický náboženský institut Misionářské sestry Nejsvětějšího Srdce Ježíšova (Missionary Sisters of the Sacred Heart of Jesus), který byl velkou podporou pro italské přistěhovalce do Spojených států.
Byla první občankou USA, která byla prohlášena římskokatolickou církví za svatou, a to 7. července 1946. Františka Xaverie Cabriniová je katolíky považována za patronku přistěhovalců a administrátorů nemocnic.